# Hooker-Smaragdbrosche

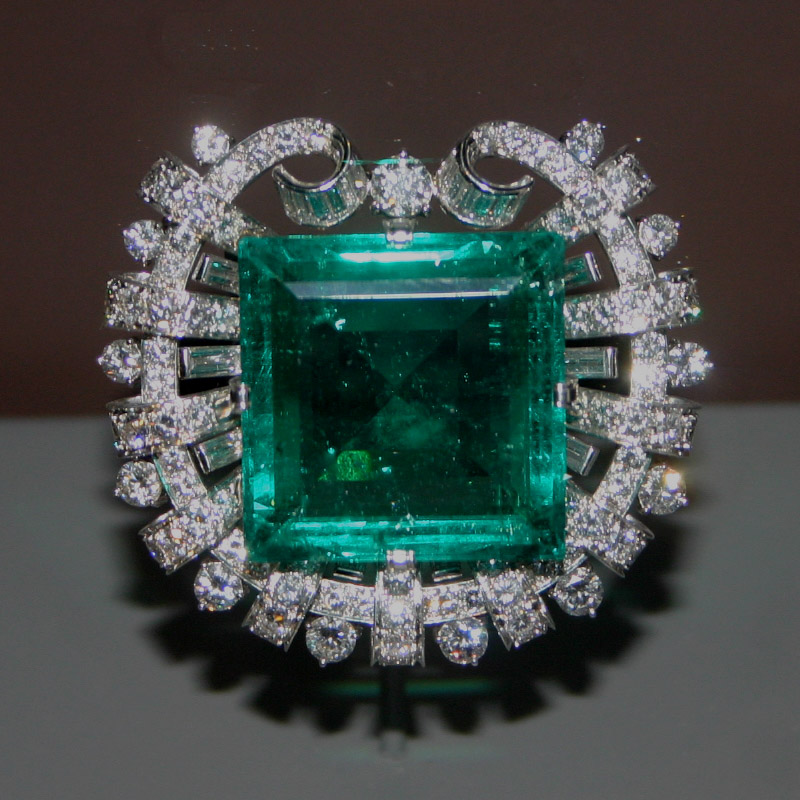
Hooker-Smaragdbrosche

Die Hooker-Smaragdbrosche ist eine von dem US-amerikanischen Juwelier Tiffany & Co. angefertigte Brosche aus Platin mit einem großen quadratischen Smaragd von etwa 27 Millimeter Kantenlänge und 75,47 Karat (15,09 Gramm) Gewicht, sowie 109 Brillanten von insgesamt etwa 13 Karat (2,6 Gramm). Das Schmuckstück ist heute im Besitz der Smithsonian Institution und wird im National Museum of Natural History in Washington, D.C. ausgestellt.

## Beschreibung
Die Hooker-Smaragdbrosche besteht aus einem offenen flachen Ring aus Platin. Die beiden Enden sind nach innen eingerollt und werden durch einen großen Brillanten miteinander verbunden. 108 weitere Brillanten sind gleichmäßig über die Länge des Platinrings verteilt. Elf Speichen, ebenfalls aus Platin, reichen vom Ring in das Zentrum und bilden dort die Fassung des Hooker-Smaragds. Zwischen den meisten Paaren durchgehender Speichen befinden sich insgesamt acht weitere, die mit jeweils zwei Diamanten im Treppenschliff besetzt sind und nicht bis an den Platinrings reichen. Der Hooker-Smaragd alleine wiegt 75,47 Karat, das sind 15,09 Gramm. Er hat einen Smaragdschliff mit einer Kantenlänge von 27 Millimeter. Für seine Größe weist er außergewöhnlich wenige Inklusionen auf. Neben dem Smaragd befinden sich Brillanten und andere geschliffene Diamanten mit einem Gesamtgewicht von etwa 13 Karat (2,6 Gramm) auf der Brosche.

## Geschichte
Der Hooker-Smaragd stammt aus einer unbekannten Mine in Kolumbien. Der rohe Smaragd wurde im 16. oder 17. Jahrhundert von spanischen Konquistadoren nach Europa gebracht, wo er zugeschnitten und geschliffen wurde. Irgendwann wurde er an das osmanische Herrscherhaus verkauft und kam dort zu den Kronjuwelen. Angeblich befand er sich auf der Gürtelschnalle von Abdülhamid II., der von 1876 bis 1909 letzter absolut herrschender Sultan des Osmanischen Reichs war.
1908 fürchtete Abdülhamid II. einen Umsturz durch die Jungtürken und ließ einen Teil der Kronjuwelen, darunter den Hooker-Smaragd und wahrscheinlich auch den Hope-Diamant, nach Paris bringen. Mit dem erwarteten Verkaufserlös wollte er sicherstellen, dass er nach einer Absetzung ein angenehmes Leben im Exil führen konnte. Noch im selben Jahr wurde er im Zuge der Jungtürkischen Revolution entmachtet und schließlich 1909 abgesetzt. Der Edelsteinhändler, der die Juwelen verkaufen sollte, ließ sie 1911 in Paris versteigern. Der Erlös fiel allerdings an die jungtürkische Regierung, Abdülhamid II. starb 1918 als Gefangener in Istanbul.
Der New Yorker Juwelier Tiffany & Co. erwarb den Stein auf der Pariser Auktion. Er wurde zunächst in ein Diadem eingearbeitet, blieb aber über Jahrzehnte unverkauft. 1950 wurde er in die neu angefertigte Smaragdbrosche eingesetzt und mit einem Paar passender Ohrringe im Weihnachtskatalog desselben Jahres angeboten. 1955 kaufte Janet Annenberg Hooker, die Schwester des Diplomaten, Verlegers und Kunstmäzens Walter Annenberg, die Brosche für einen ungenannten Preis.
1977 schenkte Hooker die Brosche, die damals einen Wert von etwa 500.000 US-Dollar hatte, der Smithsonian Institution. Der Smaragdbrosche folgten weitere Schenkungen von Edelsteinen und Schmuckstücken und schließlich eine Spende von fünf Millionen US-Dollar für die Einrichtung eines Ausstellungsraums für Edelsteine und Mineralien im National Museum of Natural History in Washington, D.C. Der Bereich wurde zu Ehren der Spenderin Janet Annenberg Hooker Hall of Geology, Gems, and Minerals benannt. Die Juwelen der Smithsonian Institution, darunter die Hooker-Smaragdbrosche, werden dort ausgestellt.